# Oldsmar
Oldsmar ist eine Stadt im Pinellas County im US-Bundesstaat Florida. Das U.S. Census Bureau hat bei der Volkszählung 2020 eine Einwohnerzahl von 14.898 ermittelt.

## Geographie
Oldsmar liegt rund fünf Kilometer nordöstlich von Clearwater sowie etwa 15 Kilometer westlich von Tampa. Angrenzende Städte sind Westchase (Hillsborough County) und Safety Harbor.

## Demographische Daten
Laut der Volkszählung 2010 verteilten sich die damaligen 13.591 Einwohner auf 5.338 Haushalte. Die Bevölkerungsdichte lag bei 604 Einw./km². 84,0 % der Bevölkerung bezeichneten sich als Weiße, 5,4 % als Afroamerikaner, 0,2 % als Indianer und 5,9 % als Asian Americans. 2,2 % gaben die Angehörigkeit zu einer anderen Ethnie und 2,4 % zu mehreren Ethnien an. 11,4 % der Bevölkerung bestand aus Hispanics oder Latinos.
Im Jahr 2010 lebten in 35,1 % aller Haushalte Kinder unter 18 Jahren sowie 21,6 % aller Haushalte Personen mit mindestens 65 Jahren. 69,1 % der Haushalte waren Familienhaushalte (bestehend aus verheirateten Paaren mit oder ohne Nachkommen bzw. einem Elternteil mit Nachkomme). Die durchschnittliche Größe eines Haushalts lag bei 2,52 Personen und die durchschnittliche Familiengröße bei 2,97 Personen.
26,0 % der Bevölkerung waren jünger als 20 Jahre, 24,8 % waren 20 bis 39 Jahre alt, 31,5 % waren 40 bis 59 Jahre alt und 17,9 % waren mindestens 60 Jahre alt. Das mittlere Alter betrug 40 Jahre. 48,0 % der Bevölkerung waren männlich und 52,0 % weiblich.
Das durchschnittliche Jahreseinkommen lag bei 53.149 $, dabei lebten 11,5 % der Bevölkerung unter der Armutsgrenze.
Im Jahr 2000 war Englisch die Muttersprache von 89 % der Bevölkerung, spanisch sprachen 5 % und 6 % hatten eine andere Muttersprache.

## Verkehr
Oldsmar wird von den Florida State Roads 580, 584 und 586 durchquert.
Der nächste Flughafen ist der etwa zehn Kilometer südöstlich gelegene Tampa International Airport.

## Kriminalität
Die Kriminalitätsrate lag im Jahr 2010 mit 256 Punkten (US-Durchschnitt: 266 Punkte) im durchschnittlichen Bereich. Es gab sechs Vergewaltigungen, sieben Raubüberfälle, 23 Körperverletzungen, 78 Einbrüche, 376 Diebstähle und 21 Autodiebstähle.
Am 5. Februar 2021 wurde im städtischen Wasserwerk kurzzeitig die Konzentration von Natriumhydroxid um mehr als den Faktor 100 erhöht. Dabei handelte es sich um einen Bedienfehler eines Angestellten. In zeitgenössischen Berichten wurde dieser Vorfall jedoch falsch dahingehend dargestellt, ein Angreifer hätte per Teamviewer Zugriff auf das Dosiersystem für Aufbereitungschemikalien erschlichen.

## Persönlichkeiten
- Nathan Harriel (* 2001), Fußballspieler